# Hipólito Cassiano Pamplona
Hipólito Cassiano Pamplona (Aracati, 2 de março de 1819 — Fortaleza, 10 de maio de 1895) foi magistrado, jornalista e político brasileiro. Foi presidente da antiga Assembleia Provincial do Ceará e do Tribunal da Relação da mesma província.

## Biografia
Nasceu em Aracati, filho do tenente-coronel José Pamplona e de Angélica Rosa Pamplona. Graduou-se bacharel em ciências jurídicas e sociais pela Faculdade de Direito de Olinda, em 1842, junto com Frederico Augusto Pamplona. Três anos depois, foi nomeado promotor público de sua comarca natal, cargo em que permaneceu por muitos anos. Durante esse período, entrou para a vida política, filiado ao Partido Liberal, tendo fundado o jornal O Aracatiense, veículo do citado partido, junto com José Liberato Barroso, em 1859.
Elegeu-se deputado à Assembleia Provincial em 1846 e em 1849, sendo que nesta legislatura entrou em conflito com o presidente provincial Fausto Augusto de Aguiar, que passou a persegui-lo.
Foi nomeado juiz de direito da comarca de São Borja, no Rio Grande do Sul e, em seguida, de Imperatriz (atual União dos Palmares), em Alagoas (1860); de Sousa (Paraíba) (1861) e de Aquiraz, por decreto de 6 de dezembro de 1864, sendo o primeiro juiz daquela comarca.
Novamente eleito à Assembleia Provincial, em 1864, foi escolhido o seu presidente para aquela legislatura. Elegeu-se deputado geral na eleição de 5 de março de 1867 para a legislatura seguinte, pelo segundo distrito, junto com Francisco de Paula Pessoa Filho e o Barão de Sobral. Em 1868, foi agraciado com a venera de Cavaleiro da Imperial Ordem da Rosa, não aceitando essa condecoração.
Casou-se, em 25 de maio de 1876, com Teresa Maria de Castro, filha do coronel Aderbal Tito de Castro e Silva, ex-deputado provincial, com quem teve três filhos.
Em decreto de 8 de outubro de 1881, foi nomeado desembargador da Relação de Ouro Preto, removido para a do Ceará, por dec. de 25 de julho do ano seguinte. Foi, em 12 de setembro de 1885, nomeado interinamente procurador da Coroa, e, em 17 de dezembro de 1889, presidente da Relação, assumindo o exercício do cargo em 7 de janeiro de 1890. Aposentado a pedido por dec. de 29 de agosto de 1890, deixou o exercício em 22 de setembro. Faleceu cinco anos depois, aos 76 de idade.